# Рыбаков, Александр Степанович (историк)
Александр Степанович Рыбаков (30 мая [10 июня] 1885, Московская губерния — 9 марта 1977, Москва) — русский историк, лингвист, первый директор Старообрядческого богословского института; отец Бориса Александровича Рыбакова.

## Биография
Родился 30 мая (11 июня) 1885 года в семье крестьян-старообрядцев деревни Бобренево Коломенского уезда Московской губернии.
Окончил 24 сентября 1900 года московское Басманное городское 4-классное училище, а 13 апреля 1905 года получил в 10-й Московской гимназии «свидетельство зрелости».
В 1905 году поступил на историко-филологический факультет Московского университета. Выпускное свидетельство об окончании курса получил 29 марта 1910 года, а 30 мая 1910 года был удостоен диплома первой степени.
Женился на выпускнице филологического факультета Высших женских курсов Клавдии Андреевне Блохиной. В 1908 году у них родился сын Борис — будущий известный историк, академик.
В 1910 году был принят в члены Покровско-Успенской старообрядческой общины белокриницкого согласия.
24 мая 1912 года получил звание учителя истории гимназии и прогимназии.
10 (23) сентября 1912 года стал первым директором Московского старообрядческого учительского богословского института при Рогожской старообрядческой общине.
В августе 1917 года покинул Москву.
После октябрьской революции А. С. Рыбаков был арестован, его сын отдан в детский дом «Трудовая семья». О последующих годах жизни и деятельности Александра Степановича Рыбакова сведений практически нет, но по словам его внука Ростислава Борисовича Рыбакова, он «уже не был связан со старообрядческими учреждениями и на эти темы даже не разговаривал».
Скончался 9 марта 1977 года и похоронен на Николо-Архангельском кладбище города Москвы (участок 1/8).

Могила Рыбакова на Николо-Архангельском кладбище Москвы

## Память
В 2016 году состоялась премьера фильма «Рыбаков, сын Рыбакова, внук Рыбакова» кинорежиссера Алексея Бурыкина, снятого по заказу телеканала «Культура», о династии Рыбаковых, Александре Степановиче, Борисе Александровиче и Ростиславе Борисовиче.
Осенью 2022 года в Рогожской слободе в Москве по инициативе руководства Московского старообрядческого духовного училища (МСДУ) прошла научная конференция «Первые Рыбаковские чтения», которая, как планируют её организаторы, станет ежегодной.